# 1965 en Grèce
Chronologie de la Grèce
- 1961
- 1962
- 1963
- 1964
- 1965
- 1966
- 1967
- 1968
- 1969

Cette page concerne les évènements survenus en 1965 en Grèce  :

## Évènements
- Apostasie de 1965 : opposition entre le roi Constantin II de Grèce et le Premier ministre Geórgios Papandréou
- 15 juillet : Fin du gouvernement Geórgios Papandréou III.
- 20-26 septembre : Semaine du cinéma grec au Festival international du film de Thessalonique.

## Sortie de film
- Au vol ! crie le voleur
- Bloko
- Les Chiens dans la nuit
- Des filles à croquer
- Et la femme craindra son mari
- Histoire d'une vie
- L'Île d'Aphrodite
- Moderne Cendrillon
- Un Vengos fou, fou, fou

## Sport
- Coupe de Grèce de football (1964-1965) (en)
- Coupe de Grèce de football (1965-1966) (en)
- Championnat de Grèce de football 1964-1965
- Championnat de Grèce de football 1965-1966

Création
- Stade Alcazar (en) à Larissa
- AO Kavala
- Ionikos Nikaia
- Leonidas Sparta FC (en)
- Neapoli Stadium (en)
- Yiannis Pathiakakis Stadium (en)

## Création
- Olympos (en)
- Parti du 4-Août, parti politique.

## Naissance
- Emmanouéla Athanasiádi, cavalière.
- Konstantínos Baryótas, personnalité politique.
- Fánis Christodoúlou, basketteur.
- Kostís Hadjidákis, personnalité politique.
- Pános Kamménos, personnalité politique.
- Angelikí Kanellopoúlou, joueuse de tennis.
- Kyriákos Karataïdis, footballeur.
- Chrístos Karayannídis, personnalité politique.
- Dimítrios Koukoútsis, personnalité politique.
- Geórgios Lambroúlis, personnalité politique.
- Níkos Nióplias, footballeur.
- Voúla Patoulídou, athlète et personnalité politique.
- Yánnis Ragoússis, personnalité politique.
- Eléni Rándou, actrice.

## Décès
- Ekateríni Dimitréa, tueuse en série exécutée le 10 avril,
- Periklís Ioannídis, amiral de la marine de guerre hellénique, premier gouverneur du Dodécanèse et deuxième époux de la princesse Marie de Grèce,
- Fótis Kóntoglou, peintre.